# Villa Fallet
Villa Fallet (Falletova vila) je vilový dům postavený v roce 1906 v La Chaux-de-Fonds ve Švýcarsku podle návrhu tehdy osmnáctiletého Le Corbusiera, který zde uplatnil tzv. Style sapin.

## Historie
Rytec a klenotník Louis-Édouard Fallet požádal studenty Atelieru des arts réunis, zda by pro něj navrhli dílo pod vedením jejich učitele Charlese L'Eplatteniera. Student Charles-Édouard Jeanneret se inspiroval formami secese a Heimatstil. Vila Fallet je jeho prvním architektonickým dílem. Charles L'Eplattenier svěřil práci mladému studentovi Charlesi-Édouardu Jeanneretovi, který plány připravil mezi koncem let 1905 a 1906 pod vedením René Chapallaze, projektového manažera a stavbyvedoucího. Dům byl postaven mezi listopadem 1906 a dubnem 1907. Celý dům navrhli studenti kurzu Charlese L'Eplatteniera, takže dekorativní prvky nelze připsat konkrétním autorům.
Vila Fallet je od roku 2009 zapsána na seznamu světového dědictví UNESCO a v roce 2022 dům koupila radnice města La Chaux-de-Fonds za částku 1150000 franků.

## Popis
Dům o dvou podlažích se suterénem a podkrovím má rozlohu přibližně 1400 m2.
Styl domu pohybující se mezi regionalistickým stylem a secesí se pokouší spojit architektonické potřeby bydlení s estetikou ornamentu a aplikovat dekorativní aspekt užitého umění na architekturu. Dekorativní prvky zahrnují zejména experimenty s kováním, dřevem, kamenem nebo dokonce s úpravou omítky na fasádě. Motivy jsou inspirovány zejména krajinou regionu Jura, inspiraci lze nalézt zejména ve tvaru střechy, určené pro opakující se déšť a sníh.